# Diell
Diell (svenska: himmel), ursprungligen Të kërkoj (sv. jag söker dig) är en låt på albanska framförd av sångerskan Elhaida Dani. Låten är skriven av Sokol Marsi och Viola Trebicka med musik av Aldo Shllaku. Låten vann Festivali i Këngës 53, 2014.

## Bakgrund
Med låten deltog Dani för andra gången i Festivali i Këngës då hon i december 2014 ställde upp i Festivali i Këngës 53 med den. Hon hade tidigare deltagit år 2011 i Festivali i Këngës 50 med låten "Mijëra vjët" men slutat sist i finalen. Dani deltog i den andra semifinalen av Festivali i Këngës som hölls 27 december i Pallati i Kongreseve. Som en av förhandsfavoriterna till segern var det många som väntade sig att Dani skulle gå vidare till finalen, vilket hon gjorde. Hon framförde sitt bidrag sist av alla i finalen och fick 82 poäng av juryn (2 poäng från maximala möjliga poängen) och därmed sex av sju tolvpoängare. Detta innebar att hon skulle komma att tävla för Albanien i Eurovision Song Contest 2015 med låten.

## Tillbakadragande
I slutet på februari meddelade kompositören till vinnarbidraget "Diell", Aldo Shllaku att han drar tillbaka bidraget från tävlan i Eurovision. Detta omöjliggjorde att Dani skulle kunna framföra låten i Eurovision och därför ersattes den i februari 2015 med låten "I'm Alive", skriven av Sokol Marsi (på engelska av Linda Halimi) och med musik av Zzap & Chriss.